# Shahr-e Kord
Shahr-e Kord (en persa: شهركرد‎, romanizado: Shahrekord o Shahr Kord) es la ciudad capital de la provincia de Chaharmahal y Bakhtiari, Irán. Es la ciudad más grande de esta provincia. Se encuentra a 90 km de la tercera ciudad más grande de Irán, Isfahán. En el  censo de 2006, Shahrekord registró una población de aproximadamente 148.464 personas.
Shahr-e Kord es conocido por su entorno natural, invierno fríos, cascadas y ríos. Además, es la ciudad más alta del país, situada a unos 2070 metros sobre el nivel del mar. Esto le dio el apodo de "El techo de Irán". Se encuentra a unos 521 kilómetros al suroeste de Teherán.
Su clima es frío en invierno y templado en verano. La ciudad tiene un centro de esquí (Bardeh) a unos 35 km a las afueras. Además de varias lagunas naturales y pequeños lagos para realizar variadas actividades acuáticas al aire libre.

## Etimología
Shahr-e Kord, en sentido literal, pareciera significar "Ciudad de los Kurdos". En la antigüedad la ciudad se llamaba "Dezh Gord" (دژگرد), Dezh (دژ) significa "fortaleza" y gord (گرد) "héroe". Tras la conquista musulmana de Persia, el nombre pasó a ser "Deh Kord" (en persa: دهكرد‎), dezh fue interpretado como deh (ده) que significa "pueblo" y gord pasó a ser kord debido a que el alfabeto de árabe carece de la letra "g" (گ). Otros ejemplos de ciudades cuyos nombres fueron cambiados por la influencia del alfabeto árabe con Chamgordan, Boroujerd y Dezful, que antes de la conquista islámica se llamaban Chamgord, Borougord y Dezhpol respectivamente.
En 1935, el nombre finalmente fue cambiado al actual reemplazando deh con shahr (شهر) que significa "ciudad", que refleja más oportunamente el tamaño actual de la ciudad.

## Historia
En Shahr-e Kord han sido encontradas monedas que datan desde antes de los imperios sasánida y parto.

## Demografía
Los pobladores actuales de Shahr-e Kord provienen de tres importantes raíces como la etnia bajtiari, el pueblo kashgai e indígenas con lengua persa. Aun así los habitantes de esta ciudad tienen el persa como lengua común.
Se asume que Shahr-e Kord fue desarrollada por labradores nómadas, ya que abarca grandes prados. Deh Kord fue gradualmente fundado por inmigrantes de Isfahán, sus suburbios y pueblos de alrededor de Shahr-e Kord, desarrollaban negocios relacionados con la agricultura, horticultura, fabricación de gorras, fieltros, aceite y lana, entre otras industrias.

## Geografía
Shahr-e Kord (Zagros) se ubica a aproximadamente 90 kilómetros al suroeste de Isfahán y a 512 kilómetros de Teherán.

Topográficamente está situado en el norte de las montañas Zagros. Se encuentra a 2070 metros por sobre el nivel del mar, siendo la capital provincial más alta de Irán.

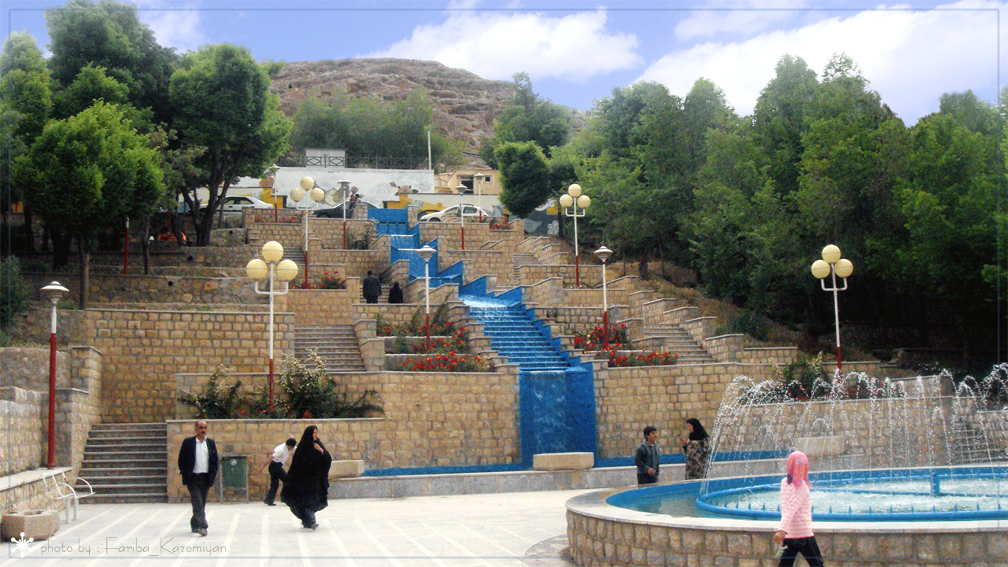
Mellat Park
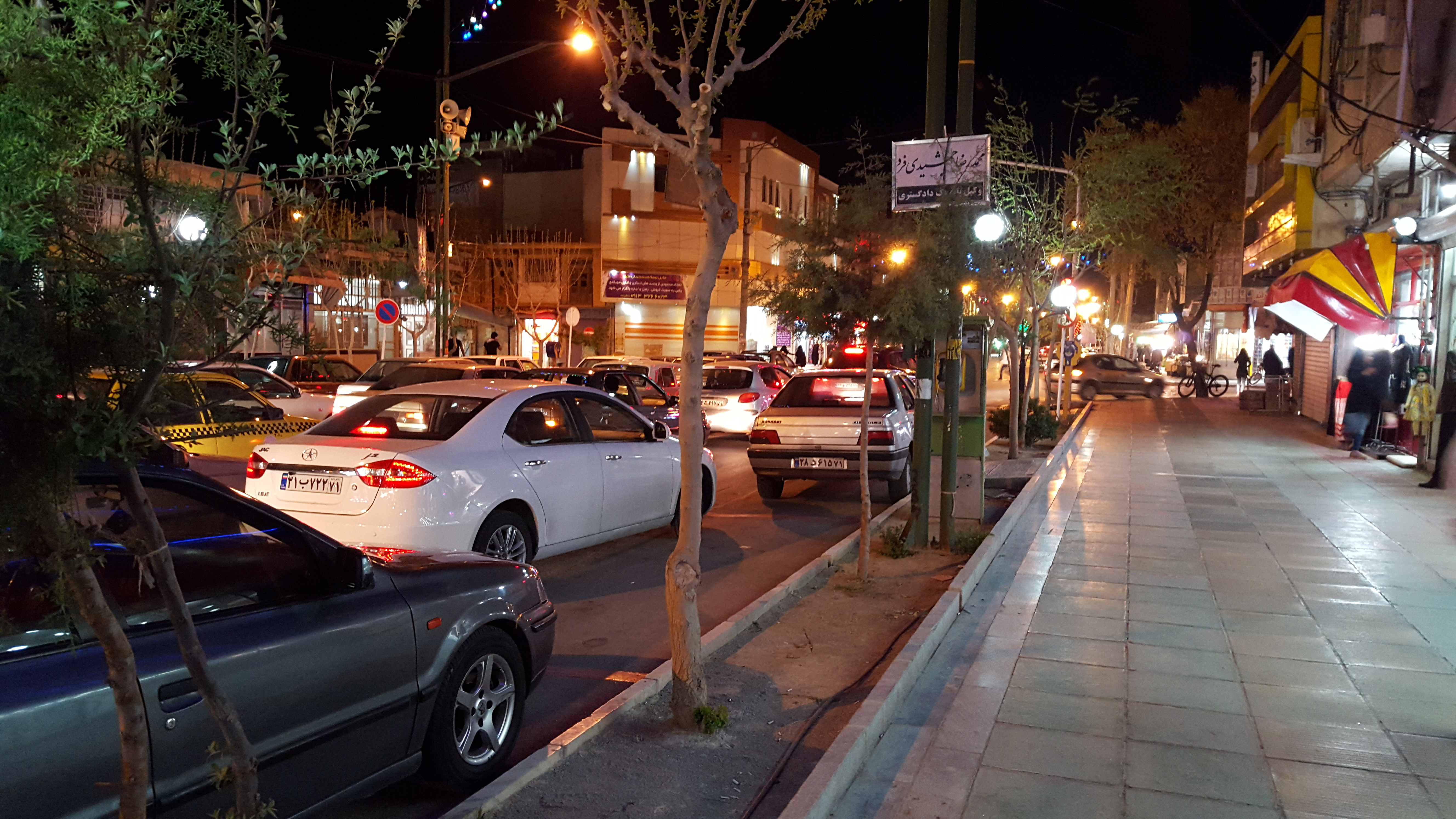
Intersección de Bazaar, centro de la ciudad.
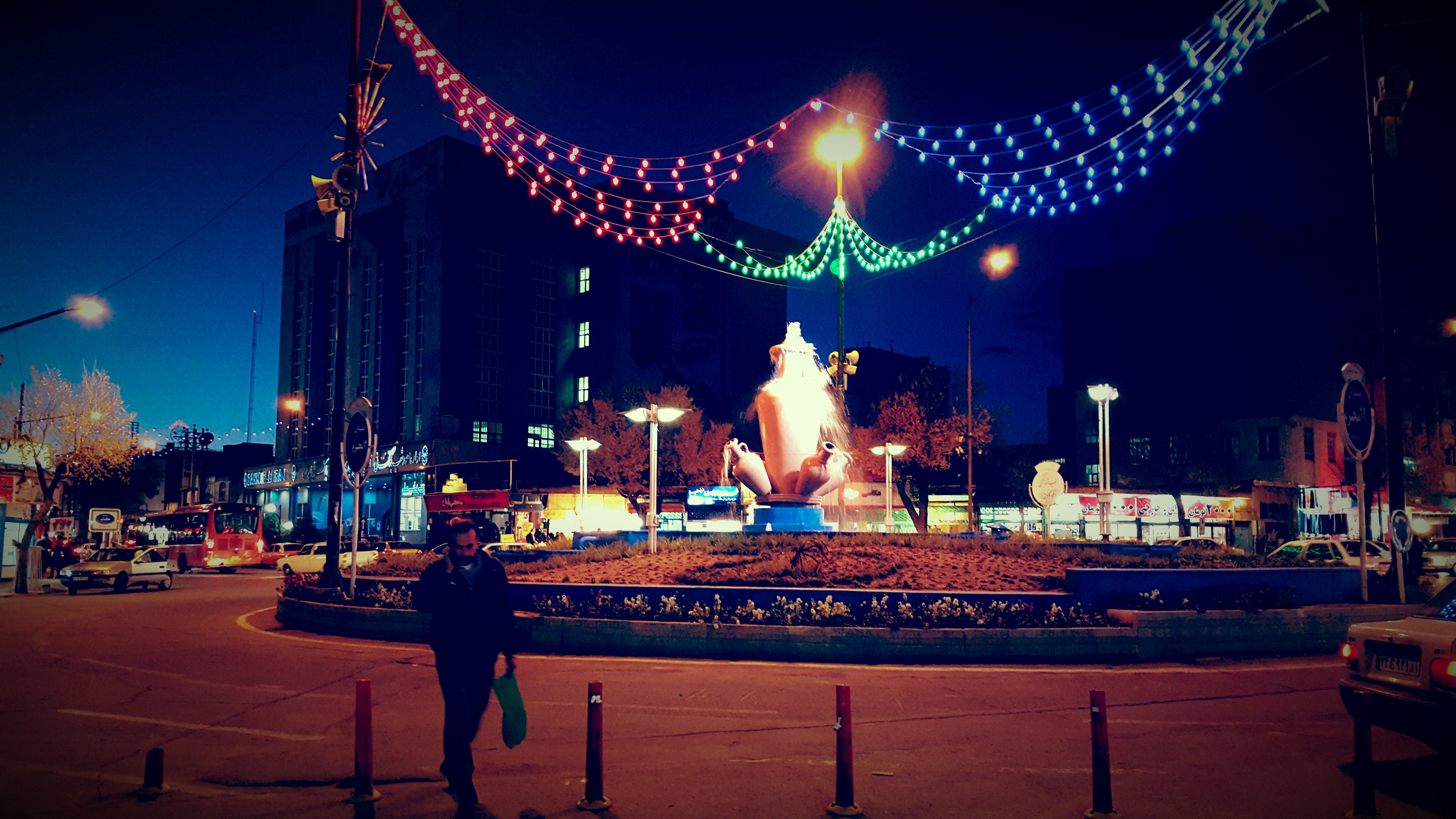
Abi Square
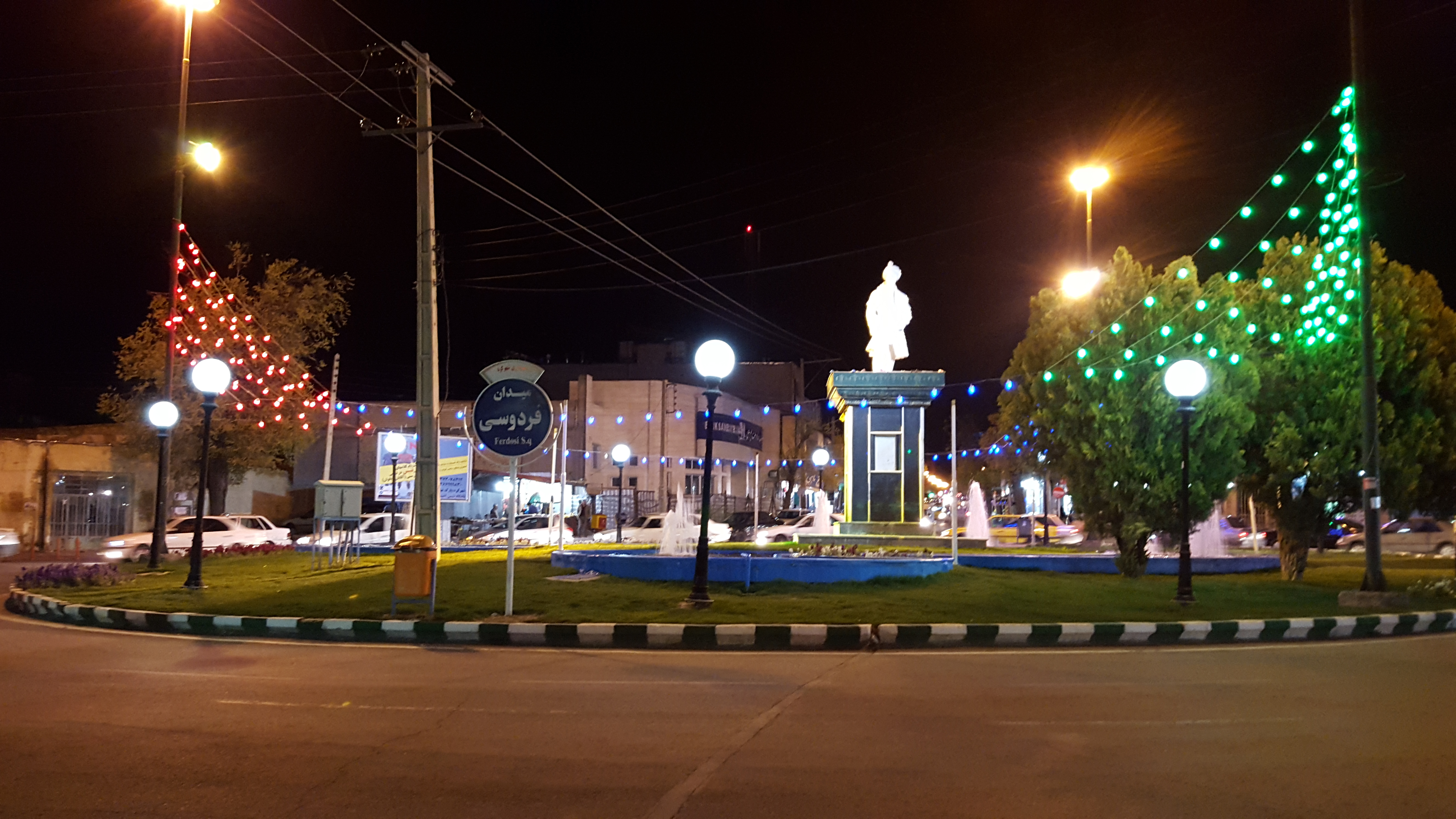
Ferdowsi Square
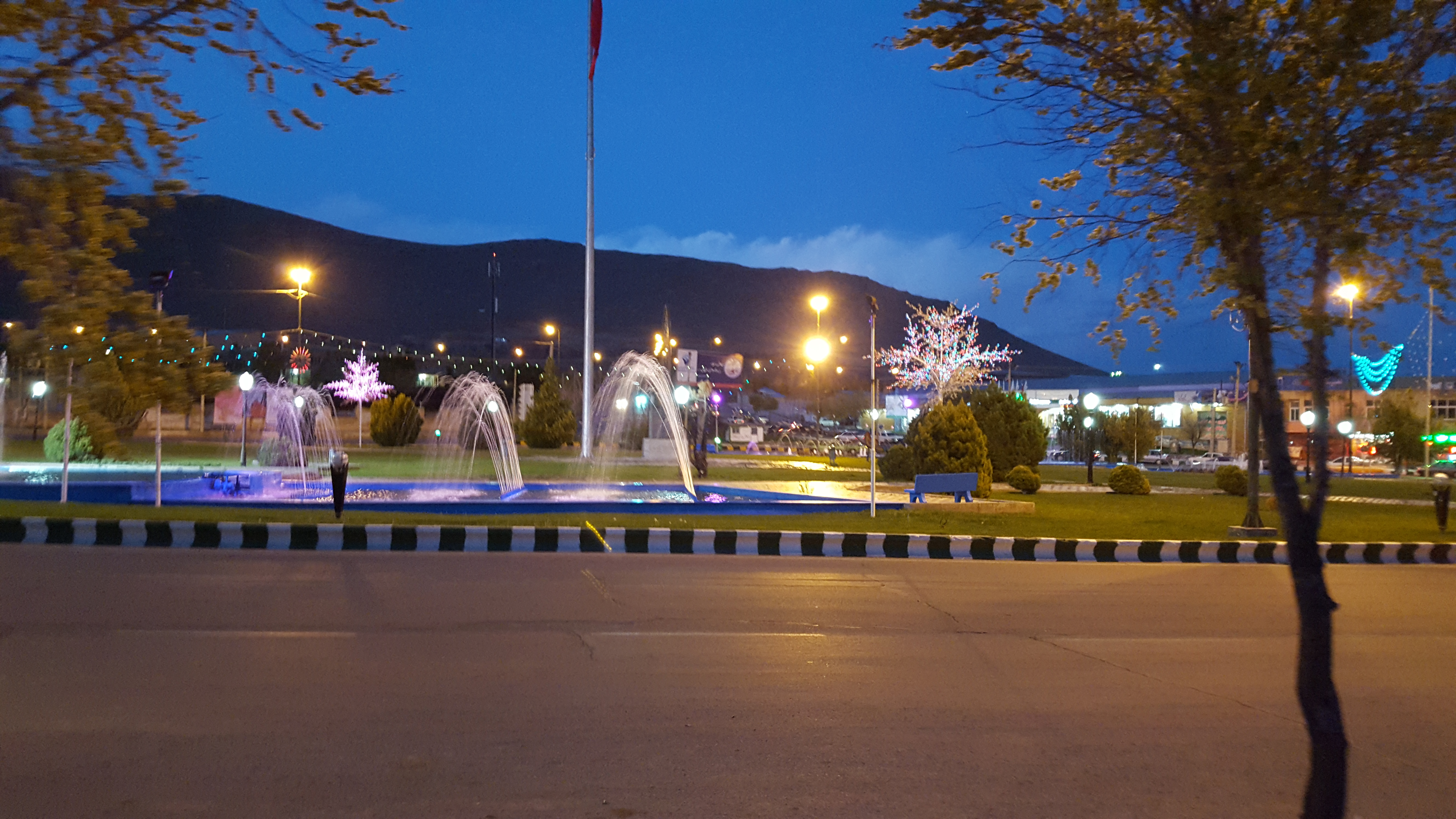
Imam Hossein Square

## Clima
Shahr-e Kord disfruta de clima semiárido frío. En verano con días calurosos y noches templadas, en invierno días frescos y noches frías. La temperatura media anual ronda los 11 °C, pero las temperaturas mínimas y máximas registradas durante los últimos 30 años han sido -32 °C y 42 °C respectivamente. Enero es el mes más frío, mientras que julio es el mes más caluroso. A pesar de que el nivel de humedad es moderado, o alto en invierno, la cantidad de lluvias es cercana a cero en estaciones de plantación, excepto abril y mayo.
| Parámetros climáticos promedio de Shahr-e Kord (Zagros) | Parámetros climáticos promedio de Shahr-e Kord (Zagros) | Parámetros climáticos promedio de Shahr-e Kord (Zagros) | Parámetros climáticos promedio de Shahr-e Kord (Zagros) | Parámetros climáticos promedio de Shahr-e Kord (Zagros) | Parámetros climáticos promedio de Shahr-e Kord (Zagros) | Parámetros climáticos promedio de Shahr-e Kord (Zagros) | Parámetros climáticos promedio de Shahr-e Kord (Zagros) | Parámetros climáticos promedio de Shahr-e Kord (Zagros) | Parámetros climáticos promedio de Shahr-e Kord (Zagros) | Parámetros climáticos promedio de Shahr-e Kord (Zagros) | Parámetros climáticos promedio de Shahr-e Kord (Zagros) | Parámetros climáticos promedio de Shahr-e Kord (Zagros) | Parámetros climáticos promedio de Shahr-e Kord (Zagros) |
| Mes                                                     | Ene.                                                    | Feb.                                                    | Mar.                                                    | Abr.                                                    | May.                                                    | Jun.                                                    | Jul.                                                    | Ago.                                                    | Sep.                                                    | Oct.                                                    | Nov.                                                    | Dic.                                                    | Anual                                                   |
| ------------------------------------------------------- | ------------------------------------------------------- | ------------------------------------------------------- | ------------------------------------------------------- | ------------------------------------------------------- | ------------------------------------------------------- | ------------------------------------------------------- | ------------------------------------------------------- | ------------------------------------------------------- | ------------------------------------------------------- | ------------------------------------------------------- | ------------------------------------------------------- | ------------------------------------------------------- | ------------------------------------------------------- |
| Temp. máx. media (°C)                                   | 4.6                                                     | 7.4                                                     | 13.0                                                    | 18.5                                                    | 24.9                                                    | 31.6                                                    | 34.3                                                    | 33.6                                                    | 30.0                                                    | 23.1                                                    | 15.3                                                    | 8.5                                                     | 20.4                                                    |
| Temp. mín. media (°C)                                   | −8.0                                                    | −5.2                                                    | −0.3                                                    | 4.1                                                     | 7.6                                                     | 10.6                                                    | 14.5                                                    | 13.0                                                    | 8.0                                                     | 3.6                                                     | −0.1                                                    | −4.4                                                    | 3.6                                                     |
| Precipitación total (mm)                                | 60.9                                                    | 50.3                                                    | 56.9                                                    | 42.8                                                    | 14.6                                                    | 0.7                                                     | 1.8                                                     | 0.5                                                     | 0.0                                                     | 8.7                                                     | 32.8                                                    | 59.9                                                    | 329.9                                                   |
| Días de precipitaciones (≥ 1 mm)                        | 8.5                                                     | 7.4                                                     | 8.5                                                     | 7.3                                                     | 4.5                                                     | 0.3                                                     | 0.6                                                     | 0.5                                                     | 0.0                                                     | 2.6                                                     | 5.3                                                     | 7.2                                                     | 52.7                                                    |
| Fuente: World Meteorological Organisation               |                                                         |                                                         |                                                         |                                                         |                                                         |                                                         |                                                         |                                                         |                                                         |                                                         |                                                         |                                                         |                                                         |

## Industria
La industria de la ciudad se centra en la producción de cemento, acero, Co2, hielo seco, textiles, productos lácteos y tecnología.

## Transporte

### Servicio de autobús
La Organización de Autobuses de Shahr-e Kord posee una flota de 150 autobuses que operan en diferentes rutas a través de la ciudad.

### Aeropuerto
El aeropuerto de Shahrekord es un aeropuerto de uso doméstico, ubicado al sur de la ciudad. Actualmente tiene vuelos hacia y desde dos ciudades: Teherán y Mashhad.

## Educación

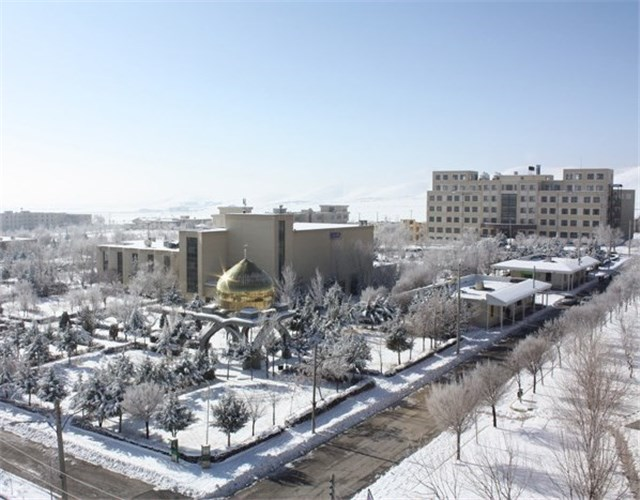
Universidad de Azad, cuenta con unos 7,400 estudiantes.

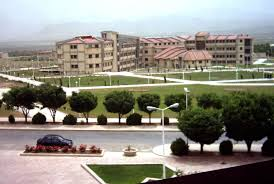
Universidad de Shahr-e Kord cuenta con 5,713 estudiantes.

Hay tres universidades en la ciudad, la universidad público estatal de Shahr-e Kord (SKU) con 5713 estudiantes, la Universidad de Ciencias Médicas (SKUMS) con 1690 estudiantes y la Universidad Islámica Azad (IAUSHK) con un alumnado de 7400, esta última es una de las universidades más populares de Irán, con talentosos miembros y estudiantes.

## Ciudades hermanas
- Dushanbe, Tayikistán[2]